# Pobórze
Pobórze (niem. Poburzen) – wieś w Polsce położona w województwie warmińsko-mazurskim, w powiecie ostródzkim, w gminie Ostróda. W latach 1975–1998 miejscowość administracyjnie należała do województwa olsztyńskiego.

## Historia
W czasach krzyżackich wieś pojawia się w dokumentach w roku 1437, podlegała pod komturię w Ostródzie, były to dobra rycerskie o powierzchni 7 włók.